# Eureka (school)
Het Eureka-onderwijs vzw te Kessel-lo bij Leuven is een vereniging zonder winstoogmerk met een sociaal doel. De vzw biedt normaal tot hoogbegaafde kinderen met leerstoornissen (dyslexie en dyscalculie) en leerproblemen extra kansen om in het regulier onderwijs goed te functioneren. 

## Doelgroep en uitstroming
Kinderen vanaf het eerste leerjaar tot en met het tweede middelbaar met een gemiddeld of hoog verbaal IQ zijn welkom in de school. Leerlingen volgen meestal een intensieve cyclus van één tot twee jaar in Eureka. Alle leerlingen keren terug naar het gewoon onderwijs. In het secundair onderwijs is dit ASO of TSO. Ongeveer 80% van de leerlingen stroomt door naar het hoger onderwijs. 
In het basisonderwijs kunnen leerlingen starten vanaf het tweede leerjaar. In het secundair onderwijs volgen de leerlingen de eerste graad Moderne Wetenschappen. De school is erkend door het departement onderwijs.

## Afdelingen

### Eureka Kennis- en expertisecentrum
Eureka Onderwijs vzw fungeert ook als laboratorium en oefenschool voor het Eureka kennis- en expertisecentrum. Zo ontstonden de spin-offs Eureka Die-'s-lekti-kus, Eureka ADIBib en Eureka Letop.

### Eureka Dienstencentrum
Eureka biedt ook:
- Diagnose en advies, specialisatie hoogbegaafdheid, hoogbegaafdheid en leerstoornissen, dyslexie, dyscalculie, ADD, ...
- Naschoolse ondersteuning en remediëring
- Vakantiecursussen voor leerlingen
- Navormingen en studiedagen voor ouders, leerkrachten en professionals
- Publicaties

## Toelating
Eureka Onderwijs aanvaardt normaal en hoogbegaafde kinderen met leerstoornissen als dyslexie, dyscalculie, dyspraxie, dysfasie, ADD en kinderen met schoolse problemen omwille van ziekte of verblijf in het buitenland. De leerlingen zijn tussen 7 jaar en 14 jaar oud. Het gemiddelde schoolverblijf is twee schooljaren.
Eureka Onderwijs is erkend maar niet gesubsidieerd. De school past niet binnen de huidige normen en regelgeving maar het reguliere onderwijs biedt tot op heden geen volwaardig alternatief. Ze zijn wel erkend, wat betekend dat er ook inspectie is zoals op andere scholen.
De ouders betalen een bijdrage, die een gedeelte van het schoolgeld dekt. Sponsors steunen de werking.
De school neemt een uitzonderlijke plaats in in het Vlaamse onderwijslandschap. Leerlingen die er geweest zijn halen goede resultaten in hun vervolgstudie. 